# Richard Losert
Richard Losert (27. března 1970 – 9. dubna 2008) byl český fotbalista.

## Fotbalová kariéra
V československé lize hrál za Sigmu Olomouc. Nastoupil ve 2 ligových utkáních. Dále hrál i za Karlovy Vary, Zlín, Uničov a Šumperk.

## Ligová bilance
| Ročník                                   | Zápasy | Góly | Klub          |
| ---------------------------------------- | ------ | ---- | ------------- |
| 1. československá fotbalová liga 1988/89 | 2      | 0    | Sigma Olomouc |
| CELKEM                                   | 2      | 0    |               |